# Брокбізнес
Страхова компанія «Брокбізнес» (англ. Brokbusiness) з 2024 року нова назва ББС ІНШУРАНС — українська страхова компанія, заснована 1993 року. Належить екс-нардепу Партії Регіонів Хомутиннікову Віталію. Голова правління — Красноруцький Петро Володимирович.
Має представництва майже у всіх областях України. Головний офіс розташовано за адресою:, м.Київ, вул. Білоруська, 3

## Історія
Компанія була заснована 15 грудня 1993 року і має 38 ліцензій, з них 17 на добровільних 11 на обов’язкових і 10 на обов’язкові державні види страхування. Компанія працює в класичному сегменті страхування, а портфель  включає понад 50 страхових продуктів.[джерело?]
Станом на 2010 рік Брокбізнес мала 41 філіал.
У 2011 році у Києві компанією був встановлений бронзовий пам'ятник "Черевики страхового агента, який стоптав їх у пошуках клієнтів".  Черевики 92-го розміру, довжиною 80 сантиметрів та вагою 180 кілограмів.  Пам'ятник був внесений в Національний реєстр рекордів України, як найбільше взуття, що можна приміряти. 

## Рейтинги
За даними інформаційно-аналітичного журналу "Страховий рейтинг InsuranceTOP» № 3 (27) 2009, за підсумками I півріччя 2009 року компанія посіла 16-е місце за об’ємом страхових платежів, які склали 113,9 млн грн., питома вага перестраховки в страхових платежах становить 2,17%.
У 2012 році компанія зібрала 132 595 000 грн. валових премій. Частка перестраховиків у валовому бізнесі компанії збільшилася в 4,7 рази — до 32,5 млн грн.

## Фінансові показники
Фінансові показники свідчать про те, що попри економічні катаклізми компанія продовжує активно розвиватися, не лише не знижуючи, а навпаки, підвищуючи свої валові збори. До головних фінансових показників, які характеризують діяльність страховика, слід віднести:  
- валові надходження – 252,9 млн грн.;
- сформовані страхові резерви (01.01.2010) – 99,4 млн грн.
- активи страхової компанії (01.01.2010) – 234,6 млн грн.
- валові страхові виплати – 86,8 млн грн.

Компанія демонструє стабільне фінансове зростання на тлі різкого падіння показників провідних гравців страхового ринку, темп зростання показника «страхові платежі» склав 172,55%, зайнявши перше місце серед компаній ТОР-100.

## Клієнти
Компанія надає страховий захист близько 150 тисячам юридичних і фізичних осіб в усіх регіонах України.
Зокрема, клієнтами є багато відомих українських компаній, як от: Міжнародні авіалінії України, «Аеросвіт», аеропорт «Бориспіль», Міністерство фінансів України, Конституційний суд України, Верховний Суд України, Державна податкова адміністрація, «Славутич», «Концерн Стирол», Укрзалізниця,  ФК "Карпати" та інші.